# Glenoleon falsus
Glenoleon falsus е вид насекомо от семейство Мравколъви (Myrmeleontidae). Среща се в Австралия